# Anstisia
Az Anstisia a kétéltűek osztályának békák (Anura) rendjébe és a Myobatrachidae családba tartozó nem.

## Elterjedése
A nembe tartozó fajok Nyugat-Ausztrália endemikus fajai.

## Taxonómiai helyzete
2022 előtt ezeket a fajokat a Geocrinia nemzetségbe sorolták. Egy tanulmány azonban négy Geocrinia-fajt külön nemzetségbe sorolt, és jelentős filogenetikai eltéréseket, valamint az élettörténet és a lárvamorfológia tekintetében szembetűnő különbségeket állapított meg a nemzetségen belüli két csoport között. Ezt az új nemzetséget Marion Anstis ausztrál herpetológus tiszteletére Anstisiának nevezték el.
Az Anstisia és a Geocrinia közötti jelentős különbségeket már régóta megfigyelték, még azelőtt, hogy külön nembe sorolták volna őket. Az Anstisia tagjainak teljesen szárazföldön élő ebihalai vannak, amelyeket az átalakulásig a pete szika nyaga táplál, míg a Geocrinia tagjainak szárazföldi fejlődésű embriói vízben élő ebihalakká fejlődnek.
Az Anstisia alba a nyugat-ausztráliai bortermelés terjeszkedése miatt bekövetkezett élőhelyvesztés miatt kritikusan veszélyeztetettnek számít.

## Rendszerezés
A nembe az alábbi fajok tartoznak:
- Anstisia alba (Wardell-Johnson and Roberts, 1989)
- Anstisia lutea (Main, 1963)
- Anstisia rosea (Harrison, 1927)
- Anstisia vitellina (Wardell-Johnson and Roberts, 1989)